# 10. миленијум
10. миленијум је миленијум, односно период, који ће почети 1. јануара 9001. године, а завршити се 31. децембра 10.000. године.